# کیست پستان
سیست پستان، کیست پستان یا کیسه پستان (به انگلیسی: Breast Cyst) به کیسهٔ پرشده‌ای از محتوای مایع می‌گویند که در داخل پستان می‌باشد. یک فرد می‌تواند یک یا چند کیست پستان داشته باشد. این کیست‌ها بیشتر به‌صورت برآمدگی‌های گردوی یا بیضی‌شکل‌ با لبه‌های مشخص توصیف می‌شود. سیست پستان از نظر بافت بیشتر همانند یک کیسه‌ی حاوی آب کوچک و نرم احساس می‌شود، اما گاهی ممکن است سفت شود.
کیست پستان می‌تواند دردناک و گاهی آزاردهنده باشد، اما معمولاٌ بی‌خطر است. این کیست‌ها بیشتر قبل از یائسگی زنان و در سنین حدود ۳۰  تا ۴۰ در بدن آن‌ها ایجاد می‌شوند و معمولاً پس از یائسگی ناپدید می‌شوند؛ اما ممکن است در هنگام استفاده از هورمون درمانی باقی بمانند یا دوباره ایجاد شوند. کیست پستان می‌تواند بخشی از بیماری فیبروسیست پستان باشد. درد و تورم معمولاً در نیمۀ دوم سیکل قاعدگی یا در دوران بارداری بیشتر است.
درمان کیست‌های پستان معمولاً لازم نیست مگر اینکه دردناک یا باعث ناراحتی باشند. در اغلب موارد، ناراحتی ایجاد شده توسط این کیست‌ها می‌تواند با تخلیۀ مایع از کیست کاهش داده‌شود. کیست‌ها به‌دلیل رشد غدد شیری شکل می‌گیرند و اندازۀ آن‌ها می‌تواند کوچکتر از یک نخود یا بزرگتر از یک توپ پینگ‌پنگ باشد. کیست‌های کوچک در طول معاینه‌ی فیزیکی احساس نمی‌شوند و برخی از کیست‌های بزرگ همانند توده احساس می‌شوند. با این‌حال بیشتر کیست‌ها صرف‌نظر از اندازه‌شان در طول معاینه‌ی فیزیکی قابل شناسایی نیستند.

## علائم و نشانه‌ها
علائم و نشانه های کیست سینه عبارتند از:
- یک توده و یا برآمدگی نرم  و گرد یا بیضوی با زوایای مشخص که به راحتی حرکت می‌کند‌.
- درد یا حساسیت سینه در ناحیۀ توده
- افزایش اندازه‌ی توده و حساسیت درست قبل از قاعدگی و کاهش اندازه‌ی توده و رفع علائم و نشانه‌های دیگر پس از قاعدگی
- ترشح از نوک سینه که ممکن است شفاف، زرد رنگ، قهوه‌ای رنگ و یا کدر باشد.[۴]